# Bo Søderberg
Bo Søderberg (* 6. Mai 1977 in Hørsholm) ist ein dänisch-australischer Volleyball- und Beachvolleyballspieler.

## Karriere
Søderberg begann seine Karriere als Hallen-Volleyballer 1994 in einer Schulmannschaft in Allerød. Später spielte er in Rødovre. Nach dem Gewinn der dänischen Meisterschaft mit Gentofte entschied er sich 1999, zum Beachvolleyball zu wechseln.
In Ostende absolvierte Søderberg sein erstes Open-Turnier mit Andreas Olesen, dem bis 2003 weitere internationale Auftritte folgten. 2003 und 2004 wurde er dänischer Meister. Seit 2006 bildet er ein Duo mit Anders Lund Hoyer. Bei der Europameisterschaft 2008 in Hamburg unterlagen die Dänen in der zweiten Hauptrunde den Deutschen Matysik/Uhmann und mussten sich schließlich auf der Verlierer-Seite den Schweizern Heuscher/Heyer geschlagen geben. Anschließend kamen sie bei zwei Open-Turnieren in die Top Ten. Bei der Weltmeisterschaft 2009 kamen sie als Gruppenzweite in die erste Hauptrunde und verloren dort gegen die Esten Kais/Vesik. Von 2008 bis 2010 gewann Søderberg außerdem dreimal in Folge die dänische Meisterschaft. Das nächste WM-Turnier 2011 in Rom endete für Søderberg/Hoyer erst im Viertelfinale gegen die Letten Pļaviņš/Šmēdiņš.
Seit 2013 startet Søderberg für Australien. Mit Cole Durant wurde er 2016 Zweiter bei der Asienmeisterschaft.